# Herido de distancia
Herido de distancia es el sexto y último álbum de estudio de la banda de rock argentina Los Visitantes. Esta placa contiene todos los éxitos de la agrupación que se disolvió a principios del año 2000 más dos temas inéditos.

## Lista de canciones
1. Santa Margarita
2. Herido de distancia
3. Tenerte acá
4. Carne nueva
5. Tanta trampa
6. El ente
7. Playas oscuras
8. Paloma
9. Guerra tras guerra
10. Sangre
11. Gris atardecer
12. Pi Pa Pu
13. Antojo
14. Mamita dulce
15. Pájaro vuela
16. Patada sucia
17. Risa roja

## Músicos
- Daniel Gorostegui: teclados
- Federico Gahzarossian: bajo y coros
- Horacio Duboscq: saxo  y  clarinete
- Karina Cohen: coros  y  percusión
- Jorge Albornoz: batería
- Marcelo Belén: batería
- Marcelo Montolivo: guitarra
- Palo Pandolfo: guitarra y voz